# Station Gièvres
Station Gièvres is een spoorwegstation in de Franse gemeente Gièvres.